# Johann Feindt
Johann Feindt (* 16. März 1951 in Hamburg) ist ein deutscher Kameramann, Regisseur und Drehbuchautor. 

## Leben
Nach dem Abitur 1970 studierte Feindt für einige Jahre Medizin in Berlin und absolvierte seine Zeit als Medizinalassistent in der chirurgischen und internen Abteilung des Kreuzberger Urban-Krankenhauses.
Ab 1976 studierte er an der Deutschen Film- und Fernsehakademie Berlin. Sein Debütfilm, eine Dokumentation über den Schauspieler Ernst Busch erschien 1978. Während er als Regisseur hauptsächlich Dokumentarfilme schuf, ist er als Kameramann auch für Film- und Fernsehproduktionen im fiktiven Bereich tätig. 1984 brachte ihm der Dokumentarfilm Der Versuch zu leben das Filmband in Silber ein. Für zwei seiner Dokumentationen erhielt er den Grimme-Preis: 2007 für Weiße Raben und 2004 für Reporter vermisst. 
Für die Kameraarbeit an Andreas Kleinerts Filmbiografie Lieber Thomas (2021) wurde Feindt mit dem Deutschen Filmpreis ausgezeichnet.
Seit 2013 ist er Mitglied der Akademie der Künste Berlin 
und Mitglied im Berufsverband Kinematografie (BVK).

## Filmografie (Auswahl)

### Kamera
- 1985: Die Kümmeltürkin geht
- 1992: Miraculi
- 1993: Beruf Neonazi (Dokumentarfilm)
- 2000: Tatort: Der schwarze Ritter
- 2000: Schimanski: Tödliche Liebe
- 2001: Tatort: Kindstod
- 2003: Polizeiruf 110: Verloren (Fernsehreihe)
- 2003: Mein Vater
- 2004: Schimanski: Das Geheimnis des Golem
- 2004: Die Spielwütigen (Dokumentarfilm)
- 2004: Polizeiruf 110: Winterende
- 2005: Offset
- 2007: Freischwimmer
- 2008: Polizeiruf 110: Rosis Baby
- 2009: Haus und Kind
- 2009: Polizeiruf 110: Endspiel
- 2010: Keiner geht verloren
- 2011: Gerhard Richter – Painting (Dokumentarfilm)
- 2011: Nacht ohne Morgen
- 2012: Tatort: Fette Hunde
- 2013: Die Frau von früher
- 2013: Ein Schnitzel für alle
- 2013: Schneewittchen muss sterben
- 2015: Tatort: Freddy tanzt
- 2015: Herr Lenz reist in den Frühling
- 2016: Goster
- 2016: Cahier Africain (Dokumentarfilm)
- 2016: Hedda
- 2018: Tatort: Freies Land
- 2018: Spätwerk
- 2019: Tatort: Borowski und das Glück der Anderen
- 2019: Tatort: Die ewige Welle
- 2021: Lieber Thomas
- 2022: Tatort: Flash
- 2024: Tatort: Borowski und der Wiedergänger

### Regie
- 1978: Vergeßt es nie, wie es begann – Ernst Busch 1927–1948 (Dokumentarfilm)
- 1980: Unversöhnliche Erinnerungen (Dokumentarfilm)
- 1983: Der Versuch zu leben (Dokumentarfilm)
- 1990: Im Glanze dieses Glückes (Dokumentarfilm)
- 1994: Wundbrand (Dokumentarfilm)
- 2003: Reporter vermisst (Dokumentarfilm)
- 2005: Weiße Raben – Alptraum Tschetschenien (Dokumentarfilm)
- 2010: Wiegenlieder (Dokumentarfilm)